# 김채영 (바둑 기사)
김채영(金彩瑛, 1996년 1월 15일 ~ )은 대한민국의 바둑 기사이다. 김성래의 장녀이다.

## 약력
2011년 제40회 여자입단대회를 통해 등단했으며, 제7기 원익배 십단전 본선에 진출했다. 2013년 제3회 황룡사쌍등배 한국대표로 출전하여 4연승을 했으며, 제2회 화정차업배 한국대표로 출전했다. 제4회 인천 실내&무도 아시안게임 바둑 여자단체전에 출전하여 은메달을 획득했다. 2014년 제19기 여류국수전에서 우승했고, 2015년 제17기 여류명인전 본선에 올랐다. 2017년 3월, 3단으로 승단했다.
2017년 엠디엠 한국여자바둑리그에 출전했고 삼성화재배 월드바둑마스터스 본선과 제1회 한국제지 여자기성전 본선, 크라운해태배 본선에 올랐다. 2018년 제22기 여류국수전 준우승을 차지했고 제1회 오청원배 세계여자바둑대회에서 우승했다. 2018년 7월, 5단으로 특별 승단했다. 2023년에 8단으로 승단했다.